# (35641) 1998 KT51
1998 KT51 (asteroide 35641) é um asteroide da cintura principal. Possui uma excentricidade de 0.08871560 e uma inclinação de 11.15332º.
Este asteroide foi descoberto no dia 23 de maio de 1998 por LINEAR em Socorro.